# 1996 في البرتغال
فيما يلي قوائم الأحداث التي وقعت خلال عام 1996 في البرتغال.

## سياسة

### انتهاء فترة المنصب
- 9 مارس – ماريو سواريز رئيس البرتغال.

## رياضة
- 22 سبتمبر – جائزة البرتغال الكبرى 1996 الفائز جاك فيلنوف.

## مواليد

### نوفمبر
- 29 نوفمبر – غونسالو غيديس لاعب كرة قدم برتغالي.[1]

## وفيات

### أغسطس
- 13 أغسطس – أنطونيو دي سبينولا (مواليد 1910)[2]